# Stranddistel
Die Stranddistel (Eryngium maritimum), auch Meer-Mannstreu genannt, ist eine Pflanzenart aus der Gattung Mannstreu (Eryngium) innerhalb der Familie der Doldenblütler (Apiaceae).

## Beschreibung

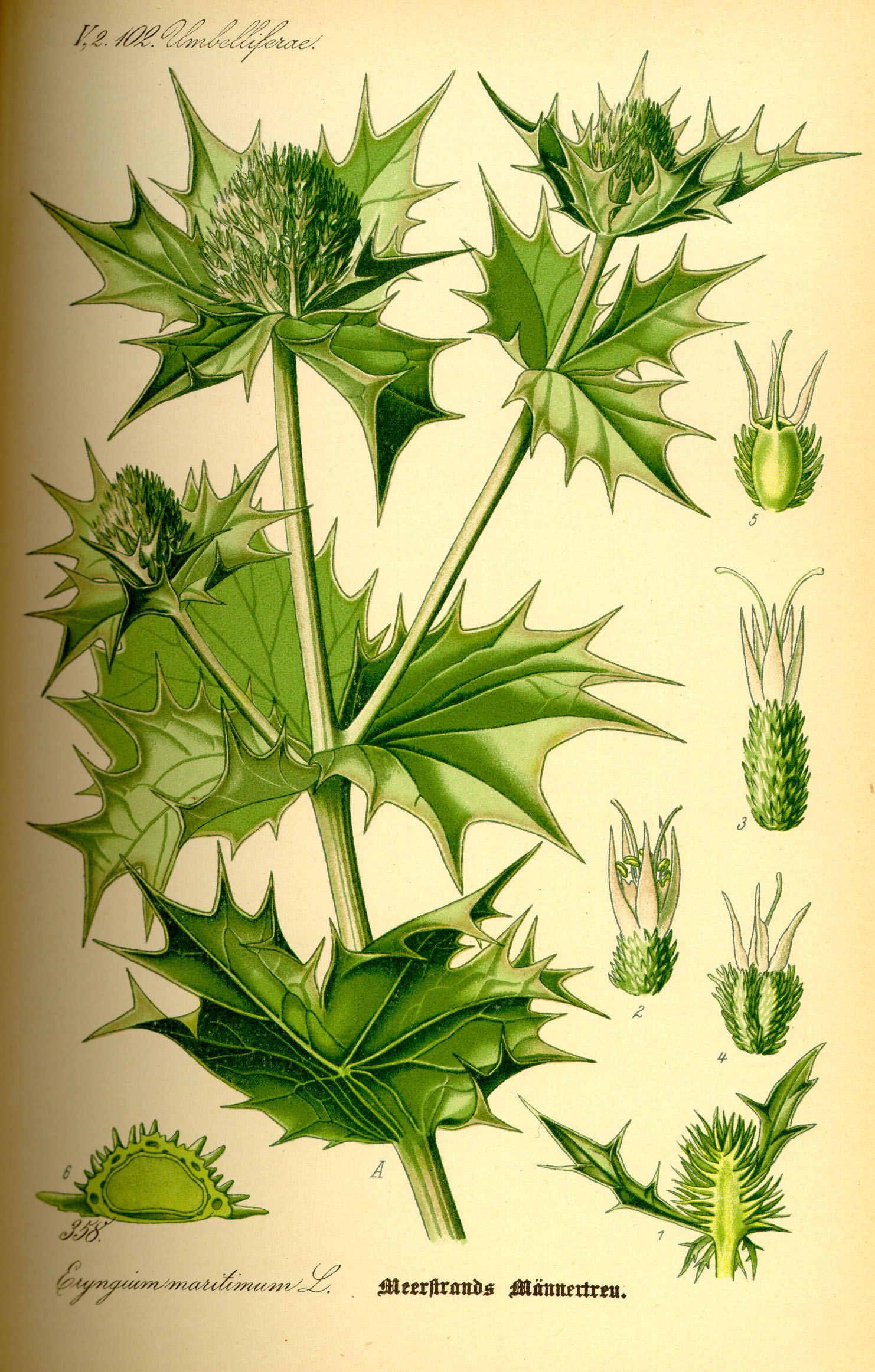
Illustration von Otto Wilhelm Thomé (1885)

### Vegetative Merkmale
Die Stranddistel wächst als zweijährige bis ausdauernde krautige Pflanze und erreicht Wuchshöhen von 10 bis 40 Zentimetern. Sie ist mit einer kräftigen, bis zu 2 Meter tief reichenden Pfahlwurzel fest im Erdreich verankert. Die oberirdischen Pflanzenteile sind durch eine Wachsschicht bläulich bis weiß bereift. Je Pflanzenexemplar werden mehrere starke sparrig-verzweigte Stängel ausgebildet, die mit steifen, derb borstigen Blättern besetzt sind. Die Grundblätter sind lang gestielt, nierenförmig bis kreisrund, gegen die Spitze tief drei- bis fünflappig, mit breitem Mittellappen und halbkreisrunden Seitenlappen und am Rand buchtig gezähnt. Die Stängelblätter sind kurz gestielt, keilförmig und bis zur Mitte dreilappig. Die oberen Stängelblätter gewöhnlich stängelumfassend. Der weißliche Blattrand ist in sich gewellt und besitzt mehrere Zacken, die in einen langen, spitzen Dorn übergehen.

### Generative Merkmale

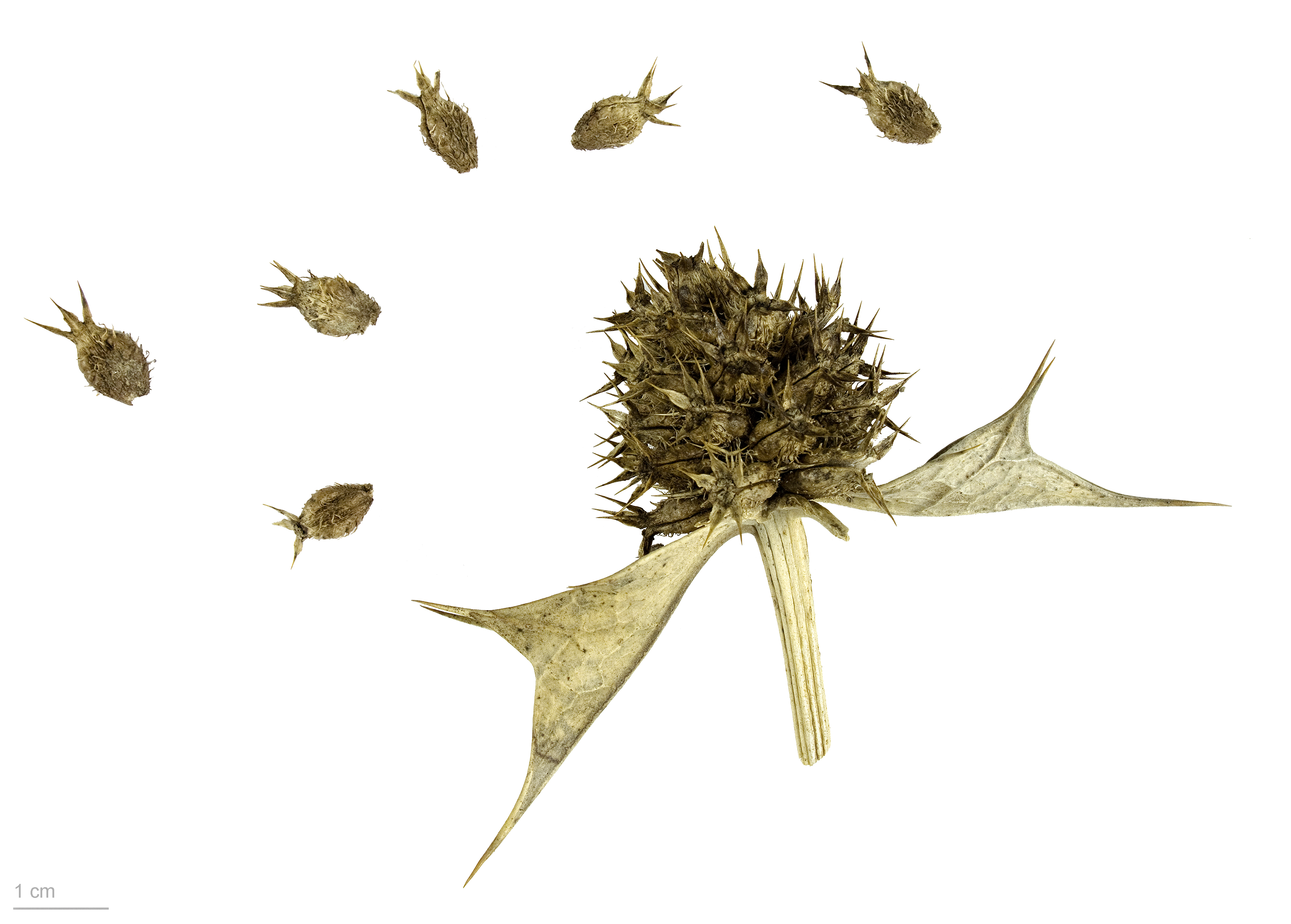
Fruchtstand und Früchte

Die Blütezeit liegt zwischen Juni und Oktober. Die ungestielten Blüten stehen in fast kugelförmigen, dornigen, 1 bis 2 Zentimeter langen Körben dicht zusammen. Zur Fruchtreife sind die Stiele verlängert und bis über 3 Zentimeter lang. Unterhalb des Blütenstandes befinden sich bei einer Länge von 2 bis 4 Zentimetern eiförmige, seicht dreilappige und dornige Hüllblätter, deren Ränder einander überlagern und breit-dreieckige dornige Blattlappen haben. Die Spreublätter sind fein dreispitzig, bis 12 Millimeter lang und überragen die Blüten. Die amethyst-blaue Einzelblüte enthält jeweils fünf Kron- und Kelchblätter sowie fünf gelbliche Staubblätter. Die mit kleinen hakenförmigen Schuppen versehene Kelchröhre endet in fünf markanten stachelspitzigen und eiförmig-lanzettlichen Kelchzähnen. Die Spitzen der ausgerandeten eiförmig-länglichen Kronblätter neigen sich nach innen zum Blütenzentrum. Der unterständige, zweifächrige Fruchtknoten geht in zwei lange Griffel über, die einem flachen drüsigen Griffelpolster aufsitzen.
Die Frucht ist (mit den Kelchzähnen) 13 bis 15 Millimeter lang und abgeflacht eiförmig. Die Teilfrüchte sind 5 bis 6 Millimeter lang, tragen auf dem Rücken verkümmerte Stachelchen und auf den Seiten fast quadratische bekörnelte Schuppen. Auf der breiten und flachen Fugenseite sind sie nackt und glatt.
Die Chromosomenzahl beträgt 2n = 16.

## Ökologie

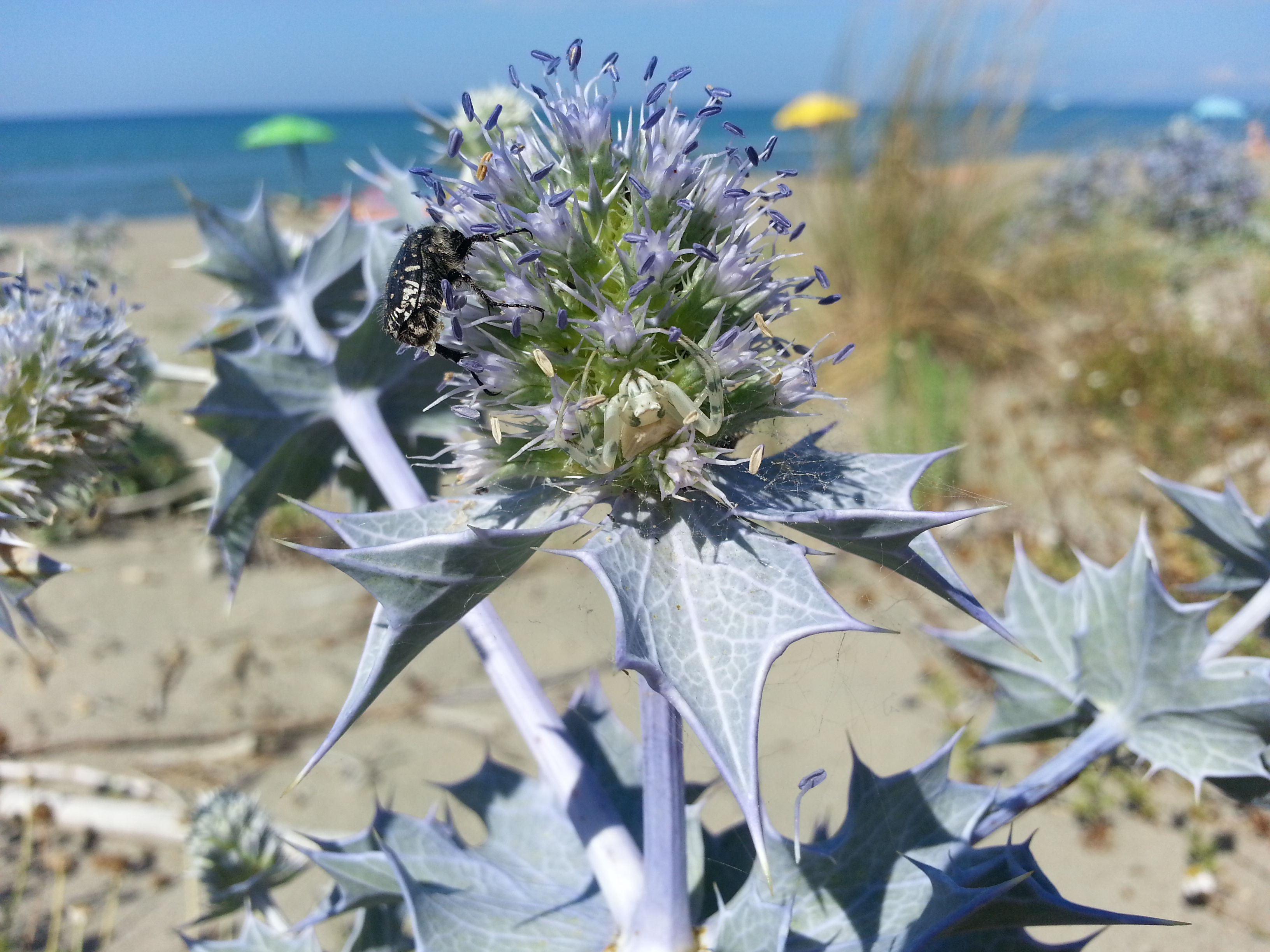
Blütenstand mit Insekten

Die Stranddistel ist eine Dünenpflanze. Sie wird von Hymenopteren, Dipteren und Schmetterlingen besucht und bestäubt. Die Samen werden über den Wind verbreitet. Die Diasporen können 36 Tage in Salzwasser liegen, ohne ihre Keimfähigkeit zu verlieren.
Die bläuliche Wachsschicht schützt die Stranddistel vor Verdunstung und zu starker Sonnenbestrahlung. Das Wachs hält das Wasser in der Pflanze zurück und reflektiert die Sonnenstrahlen. Die extrem harten Blätter werden als Anpassung an Flugsand gedeutet, dessen Schärfe der eines Sandstrahlgebläses nahekommt.

## Vorkommen

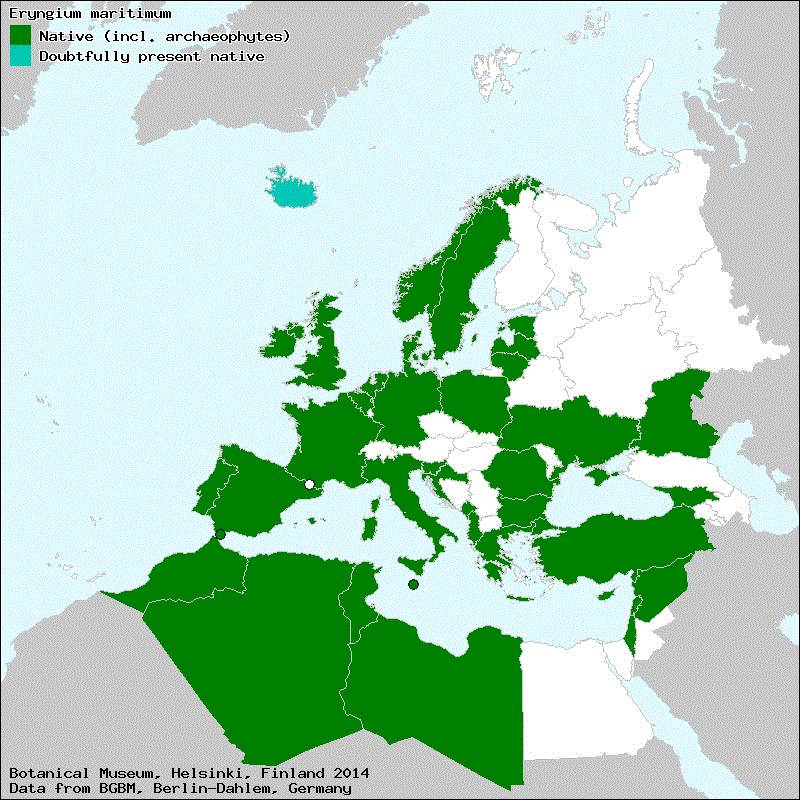
Verbreitung

Die Stranddistel kommt in Nordeuropa nördlich bis zu den Shetlandinseln und der norwegischen Südküste, an der Ostseeküste bis Öland, Gotland und dem Baltikum, der Atlantikküste, südlich bis zum Süden von Marokko sowie an den Küsten des Mittelmeeres und des Schwarzen Meeres vor.
Sie fehlte in Europa ursprünglich nur in Finnland, Russland, Belarus, Tschechien, der Slowakei, Österreich, Ungarn, der Schweiz, Luxemburg, Serbien, Bosnien und Herzegowina, Kosovo, Nordmazedonien und Moldau. Auf Island ist die Ursprünglichkeit zweifelhaft.
Die Stranddistel findet man an den Küsten Europas auf nährsalzhaltigen Sandböden der Weißdünen. Sie ist eine Charakterart des Elymo-Ammophiletum aus dem Verband der Weißdünen-Gesellschaften (Ammophilion arenariae), kommt aber auch in den Graudünen-Gesellschaften des Verbands Koelerion albescens vor.
Sie wächst einzeln oder in kleineren Gruppen, häufig in Begleitung von Strandhaferbüscheln. Sie ist verbreitet, gilt jedoch als stark gefährdet und gehört zu den Arten, deren Bestände nahezu im gesamten heimischen Verbreitungsgebiet deutlich zurückgehen oder regional verschwunden sind. In Deutschland sind zerstreute Bestände der Küsten von Nord-Niedersachsen, Mecklenburg-Vorpommern und Schleswig-Holstein bekannt.

### Schutzstatus
Nach der Bundesartenschutzverordnung sind die Wildbestände der Stranddistel in Deutschland „besonders geschützt“. Des Weiteren steht die Stranddistel als „stark gefährdet“ auf der Roten Liste in Deutschland. 1969 wurde die Stranddistel auf einer Sondermarke der DDR-Post in der Reihe Geschützte heimische Pflanzen dargestellt.
Die Gefährdung der Stranddistel wird insbesondere durch illegales Abpflücken und Ausgraben sowie durch Verbiss von Kaninchen begründet. Abgepflückte Blütenstände kann die Pflanze nicht über nachwachsende, neue Triebe ausgleichen. Auch die ausbleibende Küstendynamik im Zusammenhang mit Küstenschutzmaßnahmen zur Festlegung von Dünen trägt wesentlich zur Bestandsminderung bei. Die Stranddistel ist auf Standorte angewiesen, deren Böden noch Nährsalze des Meeres enthalten. Auf Grau- oder Braundünen kann sie nicht mehr gedeihen. Bepflanzungen der Weißdünen, zum Beispiel um den Flugsand zu binden und so den Schutz vor Sturmfluten zu erhöhen, zerstören die Standorte der Stranddistel.

## Taxonomie
Die Erstveröffentlichung von Eryngium maritimum erfolgte 1753 durch Carl von Linné in Species Plantarum, Tomus I, Seite 233.

## Nutzung
Die etwas süßlich schmeckende, stark nach Möhren riechende schleimige Wurzel wurde als Radix Eryngii maritimi in Großbritannien als Heilmittel gegen Brustkrankheiten oder Schwindsucht verwendet. In jungem Zustand werden in Nordeuropa die Sprosse als Gemüse oder die Blätter als Salat gegessen.
Die Stranddistel enthält Saponine.
Auf den Nordseeinseln wurde die trockene Pflanze wegen ihrer hygroskopischen Eigenschaften als Wetterprophet an die Zimmerdecke gehängt.
Mit den außergewöhnlich langen Wurzeln beteiligt sich die Stranddistel an der Festlegung lockeren Dünensands.

## Trivialnamen
Die Stranddistel wurde zur Blume des Jahres 1987 gewählt.
Für die Stranddistel bestehen bzw. bestanden auch die weiteren deutschsprachigen Trivialnamen: blaue Diessel (Weserinseln), Kruysdistel (mittelhochdeutsch), Maerwortel (mittelniederdeutsch), Marwortel (mittelniederdeutsch), Meerwortel (mittelniederdeutsch), Meerwurzel (Ostpreußen), Merbese (mittelniederdeutsch), Merrusch (mittelniederdeutsch), Morddistel (mittelniederdeutsch), Mortdistel (mittelniederdeutsch), Mortedistel (mittelniederdeutsch) und Seemannstreu (Ostpreußen).